# 大阪府立城東工科高等学校
大阪府立城東工科高等学校（おおさかふりつ じょうとうこうかこうとうがっこう）は、大阪府東大阪市西鴻池町二丁目にある公立工業高等学校。

## 概要
3つの系の中にそれぞれ専科をもつ。入学時は一括募集をおこない、2年次に各系・専科に分かれる。
学校所在地の東大阪市は、最先端の技術を中小工場が多く立地し「ものづくりの街」とも称されている。地域の背景を踏まえ、地域の工場と連携して東大阪の中小工場の技術に接する機会も提供している。

### 専科
- 機械系 - 機械技術専科、機械設計専科
- 電気系 - 電気技術専科、電子情報通信専科
- メカトロニクス系 - ロボット工学専科、制御システム専科

## 沿革
1928年3月に大阪府立第四職工学校として、1929年度よりの設立が認可された。1929年3月の開校直前に大阪府立城東職工学校と改称した上で、1929年4月に開校した。開校当初は機械科と電気科の2学科を設置した。
1941年には5年制の実業学校に改編され、大阪府立城東工業学校と称した。
1948年の学制改革により、大阪府立城東工業高等学校と称した。全日制課程と定時制課程が併設された。翌1949年には普通科が併置されて総合制高等学校となったが、普通科は1年後の1950年に募集停止した。
2005年には大阪府立の工業高等学校が工科高等学校に再編されたことに伴い。学科を全日制課程の機械系、電気系、メカトロニクス系の3系列に再編した上で、大阪府立城東工科高等学校に改編した。

### 年表
- 1928年3月 - 府立第四職工学校として設立認可。
- 1929年3月 - 大阪府立城東職工学校と改称。
- 1929年4月 - 開校
- 1941年9月 - 大阪府立城東工業学校と改称。
- 1948年 - 学制改革により、大阪府立城東工業高等学校となる。
- 1949年3月 - 普通科（全日制・定時制）が設置され、総合制高等学校となる。
- 1950年4月 - 普通科募集停止
- 1954年4月 - 電気通信科設置
- 1964年4月 - 電気通信科を電子科に学科改編
- 1992年4月 - 電子科を電子情報科に学科改編
- 2005年 - 大阪府立城東工科高等学校へ改編。

## 出身者
- 北側義一 - 政治家
- 高嶋良充 - 政治家
- 安藤忠雄 - 建築家
- 大石利光 - 元コナミスポーツ社長、大阪電気通信大学理事長兼学長
- 岩切英司 - 元プロ野球選手
- 山田弘喜（元プロ野球選手）
- ka-yu - デザイナー、元ミュージシャン、Janne Da ArcのBass ※中退
- 長義和 - 元自転車競技選手
- 森公平 - 新選組リアンのメンバー
- 月亭可朝 - 落語家、漫談家
- 西園寺章雄 - 俳優、声優、ナレーター
- 森昭雄 - 元自転車競技選手
- 郡山久二 -  元競輪選手
- 桃月庵黒酒 - 落語家

## 交通
- 片町線（学研都市線）鴻池新田駅 徒歩5分